# Вални
Вални (енгл. Walney Island) је једно од Британских острва које припада Уједињеном Краљевству, односно Енглеској. Површина острва износи 13 km². Према попису из 2021. на острву је живело 10519 становника.